# Preboste de París
El preboste de París, también llamado guardia del prebostazgo, establecido en el siglo XI y abolido en 1792, era un rango de oficial real con poderes de bailío o de senescal en el territorio del vizcondado de París.
No debe confundirse con el preboste de los mercaderes de París, con sede en el Ayuntamiento de París, que era el representante de la burguesía y de los siete grandes cuerpos de comerciantes de París, ni con el preboste de Isla de Francia, que era el preboste de Maréchaussée.

## Responsabilidades
Estaba asignado a la jurisdicción de Châtelet y su trabajo era actuar en defensa de los intereses del rey y representarlo en las audiencias. Un presidente con birrete lo nombrada diciéndole: «Te instalo en el cargo de preboste de París, para que lo ejerzas dignamente y con el consentimiento del Rey y del Pueblo». Velaba por la buena administración de la justicia y por el mantenimiento de las aduanas del país, también ocupaba un asiento por derecho propio en los Estados Generales, como primer juez de París. Confirmaba las sentencias de interpretación del salón de los burgueses, regía el mando de la nobleza, la administración de las armas y la vigilancia de la guardia de la ciudad: La policía y la seguridad de la ciudad estaban a su cuidado.
Desde la época de Louis IX, el preboste de París tenía dos funciones y dos títulos: era preboste de la castellanía-prebostazgo de París y bailío de cada castellanía-prebostazgo del vizcondado de París.
Al principio, el preboste de París tenía que gestionar sus funciones solo con la ayuda de un empleado para el papeleo. Pero pronto le fueron asignados un procurador del rey, un teniente civil, dos procuradores del rey, ocho consejeros y un teniente criminal. El número cada vez mayor de casos significó que tuvo que contratar investigadores para que lo ayudaran en la investigación de los juicios y auditores para que lo ayudaran a impartir justicia.
El prebostazgo de París estaba compuesto por varias cámaras, como: la cámara del preboste en el parque civil, el presidial, la cámara de policía, la cámara penal, la cámara del preboste de Île-de-France, la cámara del fiscal del rey y la cámara del juez de audiencia.
El traje del preboste consistía en una túnica corta con un abrigo, un cuello vuelto, una espada, un sombrero emplumado y un bastón de mando envuelto con una tela plateada. El uniforme era para asistir a las sesiones reales, donde ocupaba su lugar en los escalones más bajos del trono, debajo del chambelán, así como para aparecer en las audiencias del Parlamento.
El cuartel general del preboste de París y de sus lugartenientes estaba situado en el Grand Châtelet.

## Cambios de funciones
Después de la unificación del condado de París en el reinado de Hugo Capeto se asignó un preboste. No se sabe con precisión la fecha, pero ya existía en 1060, según una carta de ese año.
En 1200, Felipe Augusto ordenó que el preboste de París prestara juramento tomado de manos con rector de la Universidad de París, ya que era el garante de sus privilegios. Los prebostes prestaron este juramento de forma regular hasta el siglo XVII.

### La reforma de Luis IX
Durante la regencia de la Blanca de Castilla, el prebostazgo de París se arrendó en subasta a los burgueses de París, al igual que el resto de prebostazgo del reino, y compartida entre dos funcionarios, uno que ejercía el poder judicial y el otro el poder financiero.
En 1260, Luis IX regresó de la séptima cruzada y regresó y puso fin a los abusos generados por esta decisión, abolió la corruptibilidad del cargo y nombró al año siguiente a Étienne Boileau, reconocido por su probidad, sus conocimientos y su energía. El rey también creó un nuevo cargo, el de guardián de la ciudad, con jurisdicción sobre la guardia real y la guardia comercial responsable de la seguridad de la ciudad. Su primer titular fue Geoffroy de Courtray.

### Desarrollos sucesivos
En 1309, Felipe IV concedió al preboste de París el privilegio de presentarse en las ceremonias escoltado por doce sargentos vestidos con escudos de armas y equipados con alabardas.
Carlos VI de Francia, tras la eliminación del cargo de preboste de los comerciantes por la revuelta de los Maillotins, quiso darle más poder al preboste real y, en sus cartas del 27 de enero de 1382 que unían el ayuntamiento de París con la oficina del preboste de París, designó el Petit Châtelet, reconstruido por Hugues Aubriot, para que sirviera de residencia al preboste, de modo que siempre estuviera en el centro de sus funciones.
En 1498, Luis XII exigió que en adelante los prebostes de París fueran doctores in utroque iure para que la justicia ya no se basara en la fuerza sino en la ley.
Al final de la existencia del cargo, el preboste de París ya solo asistía a ceremonias de gran importancia. En el Châtelet sólo conservó su voz como último consejero y, aunque era presidente, no habló nunca y ni siquiera pronunció las sentencias pronunciadas en su nombre. Fue el teniente civil quien articuló: El preboste de París dijo...
El último preboste de París fue Anne Gabriel de Boulainvilliers, hasta 1792. El marqués de Boulainvilliers ostentaba el título de preboste de la ciudad, preboste y vizconde de París y curador de los privilegios reales de la Universidad, y en aquella época el número de agentes a cargo del preboste superaba los 1550.

## Lista de prebostes de París
Desde de Étienne Boileau y la reforma de Louis IX.
- Étienne Boileau (1258)
- Jean de Champbaudon (1258-1260)
- Pierre Gontier (1260)
- Étienne Boileau (1260-1270) AN J/732 n°77
- Renau Barbou (1270-1275)
- Jehan Le Saunier (1275-1276) A.N J/157 n° 30 à 51
- Maré de Morées (1277-12..)
- Henri d'Hyerres (1277-12..)
- Eudes le Roux (1277-12..)
- Guy Du Mes (1277-1281)
- Gilles de Compiègne (1281-1285) AN J/732 n°101 bis
- Oudard le la Neuville (1285-1287)
- Renaud le Cras (1287-1288)
- Pierre Saimel (1288-1289)
- Jean de Montigny (1289-1291)
- Jean de Marle (1291-1291)
- Guillaume d'Hangest (1291-1296) AN J/732 113
- Jean de Saint-Léonard (1296-1297)
- Robert Mauger (1297-1298)
- Guillaume Thiboust (1298-1300) AN J/732 n°116
- Pierre Jumeau (1300-1304)
- Pierre de Dicy (1304-1308)
- Firmin Coquerel (1308-1310)
- Jean Ploibant (1310-1316)
- Henri Tapperel (1316-1320)
- Jean de Milon (1331) Arch. mun. Lille, pièce aux titres, 121/2212 (qui apparaît à ce titre, dans la mini-série des "Rois maudits", et ses deux adaptations télévisées).
- Jean Bernier (1362-1366)
- Hugues Aubriot (1367-1381)
- Audouin Chauveron (1381-1389)
- Jehan de Foleville (1389-1401)
- Guillaume de Tignonville (1401-1408)
- Pierre des Essarts (1408-1410)
- Bruneau de Saint-Clair (1410-1411)
- Pierre des Essarts (1411-1413)
- Robert de La Heuze dit Le Borgne (1413)
- Tanneguy III du Chastel (1413-1418)
- Guy de Bar (1418-1419)
- Gilles de Clamecy (1419-1421)
- Pierre de Marigny (mai 1421-juillet 1421)[5]
- Jean de La Baume (1421-1422)
- Pierre Le Verrat (1422-1422)[5]
- Simon Morhier (1422-1432)
- Gilles de Clamecy (1432-1436)
- Ambroise de Loré (1436-1446)
- Jean d'Estouteville, seigneur de Torcy (1446-1446), démissionne en faveur de son frère Robert
- Robert d'Estouteville (1446-1461), frère du précédent, gendre d'Amboise de Loré
- Jacques de Villiers de l'Isle-Adam (1461-1465)
- Robert d'Estouteville (1465-1479)
- Jacques d'Estouteville (1479-1509), fils du précédent
- Gabriel d'Allègre (1512-1523)
- Jean de La Barre (1523-1533)
- Jean d'Estouteville (1533-1540), gendre du précédent
- Antoine Du Prat IV (1540-1553), fils du Chancelier
- Antoine Du Prat V (1553-1592), fils du précédent
- Charles de Neuville (1592-1593)
- Jacques d'Aumont (1593-1611)
- Louis Séguier de Saint-Brisson (1611-1653)
- Pierre Séguier de Saint-Brisson (1653-1670)
- Armand de Camboust (1670-1685) mort en 1702
- Charles-Denis de Bullion (1685-1721)
- Gabriel-Jérôme de Bullion (1721-1752), fils du précédent
- Louis Alexandre Catherine Duport (1691-1774)
- Alexandre de Ségur (1755-1766)
- Anne Gabriel de Boulainvilliers (1766-1792)